# Église Saint-Pierre de Guiclan
Pour les articles homonymes, voir Église Saint-Pierre.
L’église Saint Pierre (breton : Iliz Sant Pêr) est un édifice religieux catholique situé à Guiclan, en France.

## Structure
L’église se distingue par la hauteur de son clocher à galerie et lanternons, mais aussi par la qualité de certains éléments architecturaux, tels :
- le porche Sud (1615) et son bénitier;
- le chevet de style Beaumanoir;
- le calvaire;
- la porte Nord;
- quelques statues anciennes;
- les retables de Saint Sébastien et du Rosaire;
- la chaire, récente mais de grande qualité.

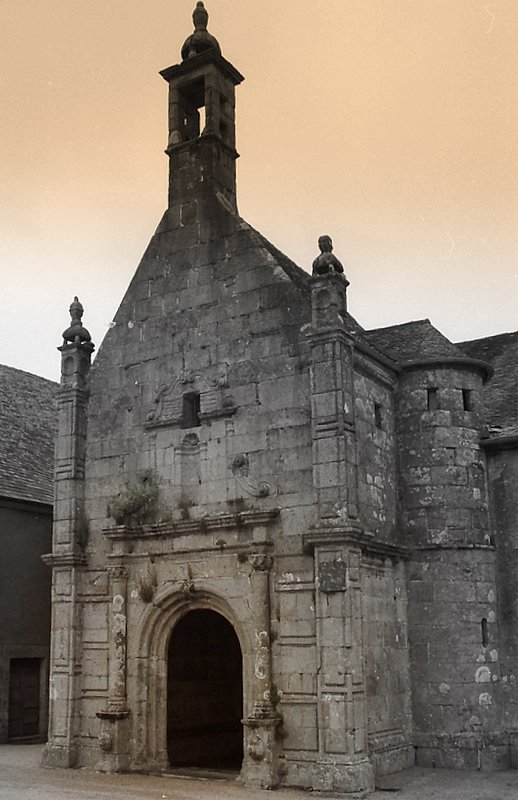
Porche sud.
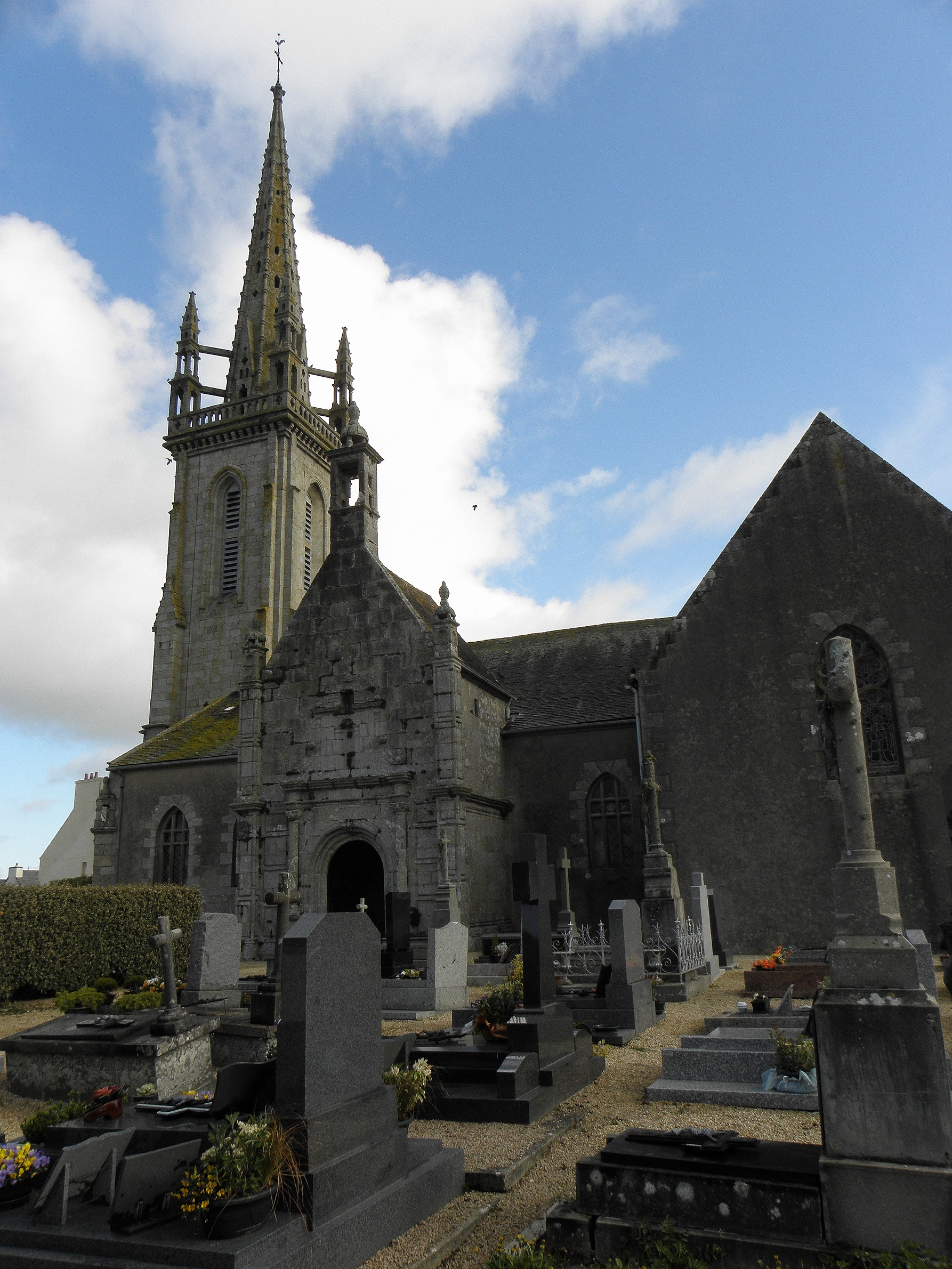
Clocher.
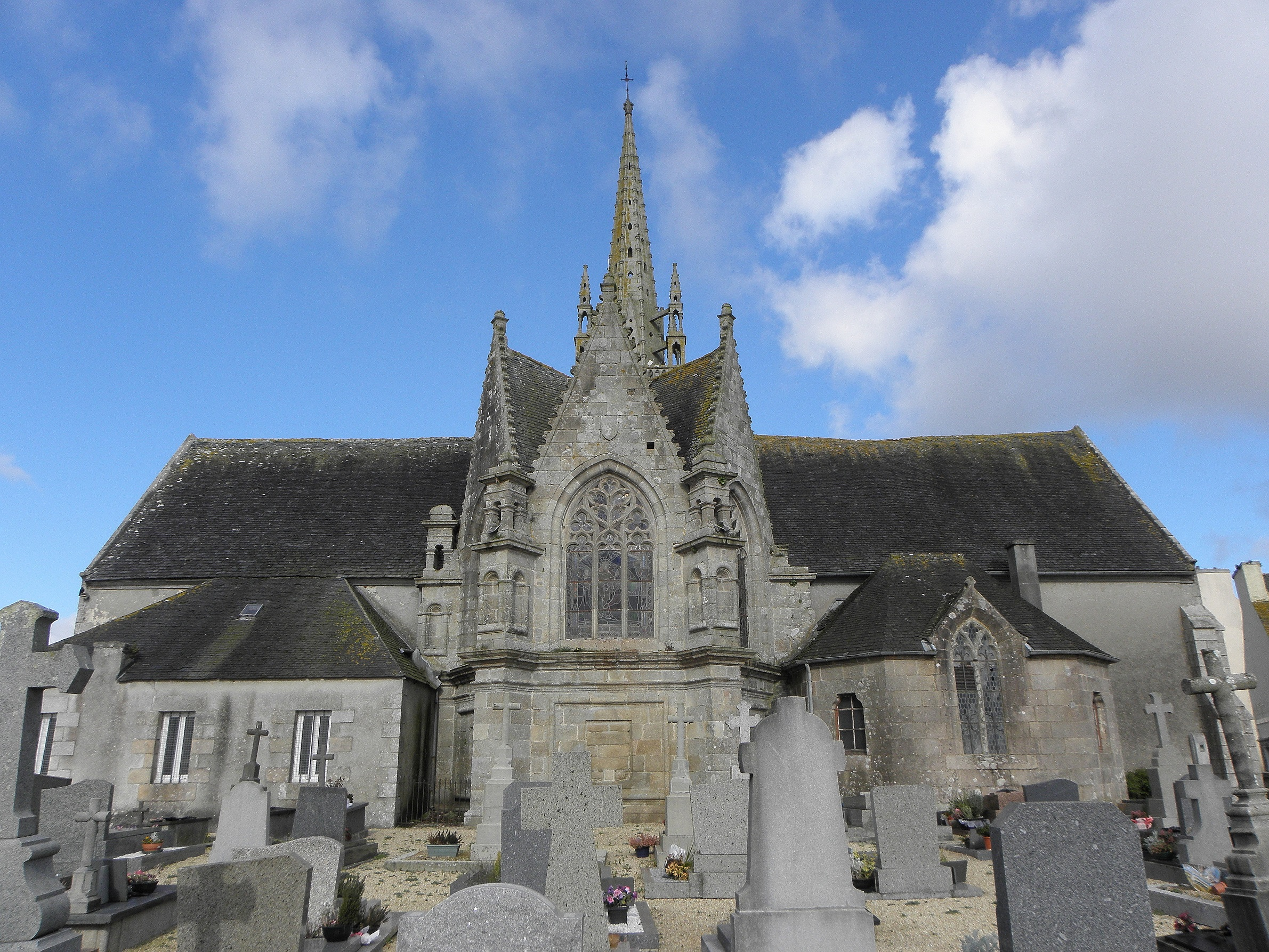
Chevet.

Sur l'une des 3 cloches on peut lire l'inscription suivante :
«l'an 1767,
Mathurin Hiacinthe AUTHEUIL, Promoteur General du Leon, Recteur de Guiclan,
Hervé L'HERROU, parein,
Marie POULIQUEN mareine,
Louis et Jean Jacob m'ont fait»

## Mobilier
Le retable de Saint-Sébastien fait l'objet en 1923 de la description suivante : « Le retable, exécuté en bois, forme ici, à l'instar des modèles du genre, tout un ensemble architectural, avec niches, colonnes et pilastres cannelés, fronton, vases et ornements divers. Le saint occupe la niche centrale.Chacun des deux archers, costumé à la romaine et son arc à la main, est posté dans une des deux niches de droite et de gauche. Parmi les motifs accessoires, on remarque deux aigles, des cornes d'abondance, des anges et des têtes d'anges ».